# Arcobräu
Arcobräu é uma cervejaria em Moos, distrito de Deggendorf, Baixa Baviera.

## História
A então Schlossbrauerei Moos foi documentadamente citada a primeira vez em 1567, mas somente pela união de diversas cervejarias em posse familiar originando a atual Arcobräu com sede em Moos. Nos anos iniciais do século XX a Arcobräu adquiriu algumas pequenas cervejarias no oeste da Bavaria.